# Villanueva de los Pavones

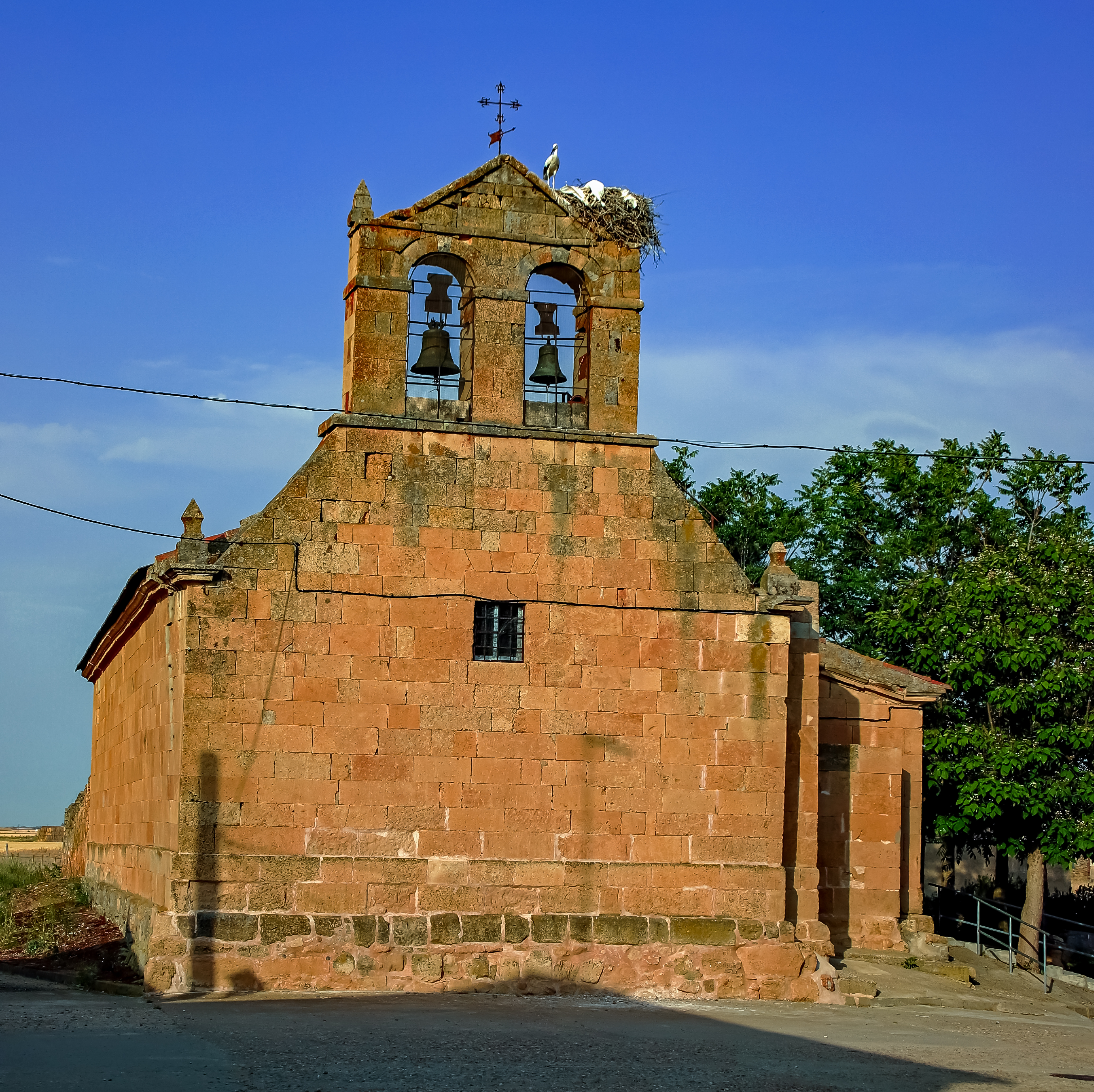
Iglesia de San Miguel Arcángel

Villanueva de los Pavones es una localidad y una entidad local menor del municipio de La Orbada, en la comarca de La Armuña, provincia de Salamanca, comunidad autónoma de Castilla y León, España.

## Demografía
En 2017 Villanueva de los Pavones contaba con una población de 81 habitantes, de los cuales 37 eran hombres y 44 mujeres. (INE 2017).
| Gráfica de evolución demográfica de Villanueva de los Pavones entre 2000 y 2017          |
|                                                                                          |
| Fuente: Instituto Nacional de Estadística de España - Elaboración gráfica por Wikipedia. |

## Historia
En torno a 1850 Villanueva de Pavones, hasta entonces municipio independiente, pasó a formar parte de La Orbada, municipio al que pertenece en la actualidad, poseyendo en el censo de 1842, el último como municipio independiente, 89 habitantes y 23 hogares.

## Monumentos de interés
Iglesia de San Miguel Arcángel